# الشريط الحدودي البولندي
مصطلح " الشريط الحدودي البولندي " أو " قطاع الحدود البولندية "(بالألمانية: Polnischer Grenzstreifen)‏، (بالبولندية: polski pas graniczny)‏ يشير إلى تلك الأراضي التي أرادت الإمبراطورية الألمانية ضمها من كونجرس بولندا بعد الحرب العالمية الأولى. ظهرت في الخطط التي اقترحها المسؤولون الألمان باعتبارها منطقة ستضمها الإمبراطورية الألمانية بعد انتصار ألمانيا والقوى المركزية المتوقع. تصور المخططون الألمان أيضًا الطرد القسري وإعادة توطين السكان البولنديين الذين سيتم استبدالهم بالمستعمرين الألمان.   وتبلغ المساحة المقترحة للقطاع الحدودي ما يصل إلى 30 ألف كيلومتر مربع كيلومترين (بمساحة بلجيكا تقريبًا)، وكان من المقرر تطهير ما يصل إلى 3 ملايين شخص عرقيًا لإفساح المجال للمستوطنين الألمان.    كان الهدف من الشريط أيضًا هو فصل السكان البولنديين في بولندا الكبرى التي كانت تحت سيطرة البروسيين عن أولئك الموجودين في كونجرس بولندا.

## تفاصيل
تمت مناقشة فكرة "المنطقة العازلة" المستقبلية التي سيتم تطهيرها من البولنديين رسميًا على أعلى المستويات منذ عام 1914.  في يوليو 1917، حددت القيادة العليا الألمانية بقيادة الجنرال لودندورف، كجزء من النقاش والتخطيط بشأن التنازل عن "الشريط الحدودي" لألمانيا، مخططاتها الخاصة في مذكرة.  واقترحت ضم "شريط حدودي" موسع إلى حد كبير مساحته 20,000 كيلومتر مربع، والتطهير العرقي لسكانها البولنديين (الذين يتراوح عددهم بين 2,000,000 و3,000,000  ) من منطقة تبلغ مساحتها 8,000 كيلومتر مربع واستيطانها بالعرق الألماني.    كان من المقرر "تشجيع" البولنديين الذين يعيشون في بروسيا، وخاصة من مقاطعة بوزن، على الانتقال إلى الدولة المستحدثة التي ستحكمها ألمانيا والمسمى بمملكة بولندا . 
الأقلية الألمانية التي تعيش في كونجرس بولندا، والتي اقترحت في وقت سابق ضم جميع الأراضي حتى لودز في رسالة إلى الحكومة الألمانية، أيدت أيضًا هذه المقترحات.  طورت الحكومة الألمانية هذه الخطط ووافقت عليها في مارس 1918، وفي أبريل حصلت على الدعم من مجلس اللوردات البروسي ؛ تمت مناقشة الخطط الخاصة بذلك وتطويرها عبر مجموعة واسعة من الأحزاب السياسية والمجموعات المهتمة مثل خبراء السياسة والصناعيين والمنظمات القومية مثل رابطة عموم ألمانيا. 
صرح فريدريش فون شفيرين، رئيس الإدارة في فرانكفورت/أودر ورئيس لجنة الاستيطان، أن "الشعب الألماني، أعظم شعب مستعمر على وجه الأرض، تم تكليفه مرة أخرى بمهمة استعمارية عظيمة. الحرب العالمية الحالية توفر الفرصة لألمانيا". أن تستأنف بحزم مهمتها الاستعمارية في الشرق".
ومن خلال إزالة السكان البولنديين، سيتم تجاوز كل مقاومة لألمنة الأراضي البولندية. 
تم تبني أجزاء من الخطط من قبل ألمانيا النازية بعد الحرب، وتم تنفيذها في المخطط جنرالبلان أوست . 

## أنظر أيضا
- طرد البولنديين من قبل ألمانيا